# Coupe de Russie 2012
Navigation
Édition précédente Édition suivante
La Coupe de Russie est une compétition internationale de patinage artistique qui se déroule en Russie au cours de l'automne. Elle accueille des patineurs amateurs de niveau senior dans quatre catégories: simple messieurs, simple dames, couple artistique et danse sur glace. En 2012 elle s'appelle également Coupe Rostelecom (Rostelecom Cup en anglais).
La dix-septième Coupe de Russie est organisée au Megasport Arena à Moscou du 9 au 11 novembre 2012. Elle est la quatrième compétition du Grand Prix ISU senior de la saison 2012/2013.

## Résultats

### Messieurs

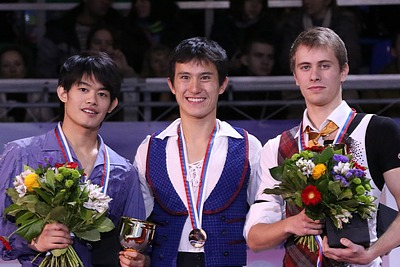
Podium des Messieurs

| Rang    | Nom                | Pays       | Points | Programme court | Programme court | Programme libre | Programme libre |
| ------- | ------------------ | ---------- | ------ | --------------- | --------------- | --------------- | --------------- |
| 1       | Patrick Chan       | Canada     | 262.35 | 1               | 85.44           | 1               | 176.91          |
| 2       | Takahiko Kozuka    | Japon      | 229.99 | 3               | 76.34           | 3               | 153.65          |
| 3       | Michal Březina     | Tchéquie   | 224.56 | 6               | 73.83           | 4               | 150.73          |
| 4       | Konstantin Menshov | Russie     | 223.72 | 2               | 76.73           | 5               | 146.99          |
| 5       | Nobunari Oda       | Japon      | 217.92 | 8               | 63.18           | 2               | 154.74          |
| 6       | Richard Dornbush   | États-Unis | 210.89 | 7               | 67.44           | 6               | 143.45          |
| 7       | Artur Gachinski    | Russie     | 209.84 | 5               | 74.07           | 7               | 135.77          |
| 8       | Zhan Bush          | Russie     | 199.37 | 4               | 74.50           | 8               | 124.87          |
| 9       | Denis Ten          | Kazakhstan | 177.77 | 9               | 59.42           | 9               | 118.35          |
| Abandon | Johnny Weir        | États-Unis |        | 10              | 57.47           |                 |                 |

### Dames

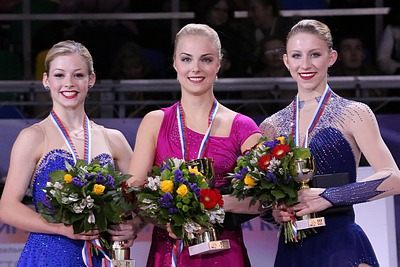
Podium des Dames

| Rang | Nom                  | Pays       | Points | Programme court | Programme court | Programme libre | Programme libre |
| ---- | -------------------- | ---------- | ------ | --------------- | --------------- | --------------- | --------------- |
| 1    | Kiira Korpi          | Finlande   | 177.19 | 2               | 61.55           | 1               | 115.64          |
| 2    | Gracie Gold          | États-Unis | 175.03 | 1               | 62.16           | 2               | 112.87          |
| 3    | Agnes Zawadzki       | États-Unis | 166.61 | 3               | 60.18           | 4               | 106.43          |
| 4    | Kanako Murakami      | Japon      | 166.34 | 6               | 56.78           | 3               | 109.56          |
| 5    | Adelina Sotnikova    | Russie     | 157.98 | 5               | 57.11           | 7               | 100.87          |
| 6    | Alena Leonova        | Russie     | 157.27 | 4               | 58.85           | 8               | 98.42           |
| 7    | Polina Korobeynikova | Russie     | 153.32 | 8               | 51.45           | 6               | 101.87          |
| 8    | Viktoria Helgesson   | Suède      | 151.48 | 7               | 54.10           | 9               | 97.38           |
| 9    | Valentina Marchei    | Italie     | 148.67 | 9               | 46.25           | 5               | 102.42          |
| 10   | Caroline Zhang       | États-Unis | 138.21 | 10              | 46.15           | 10              | 92.06           |

### Couples

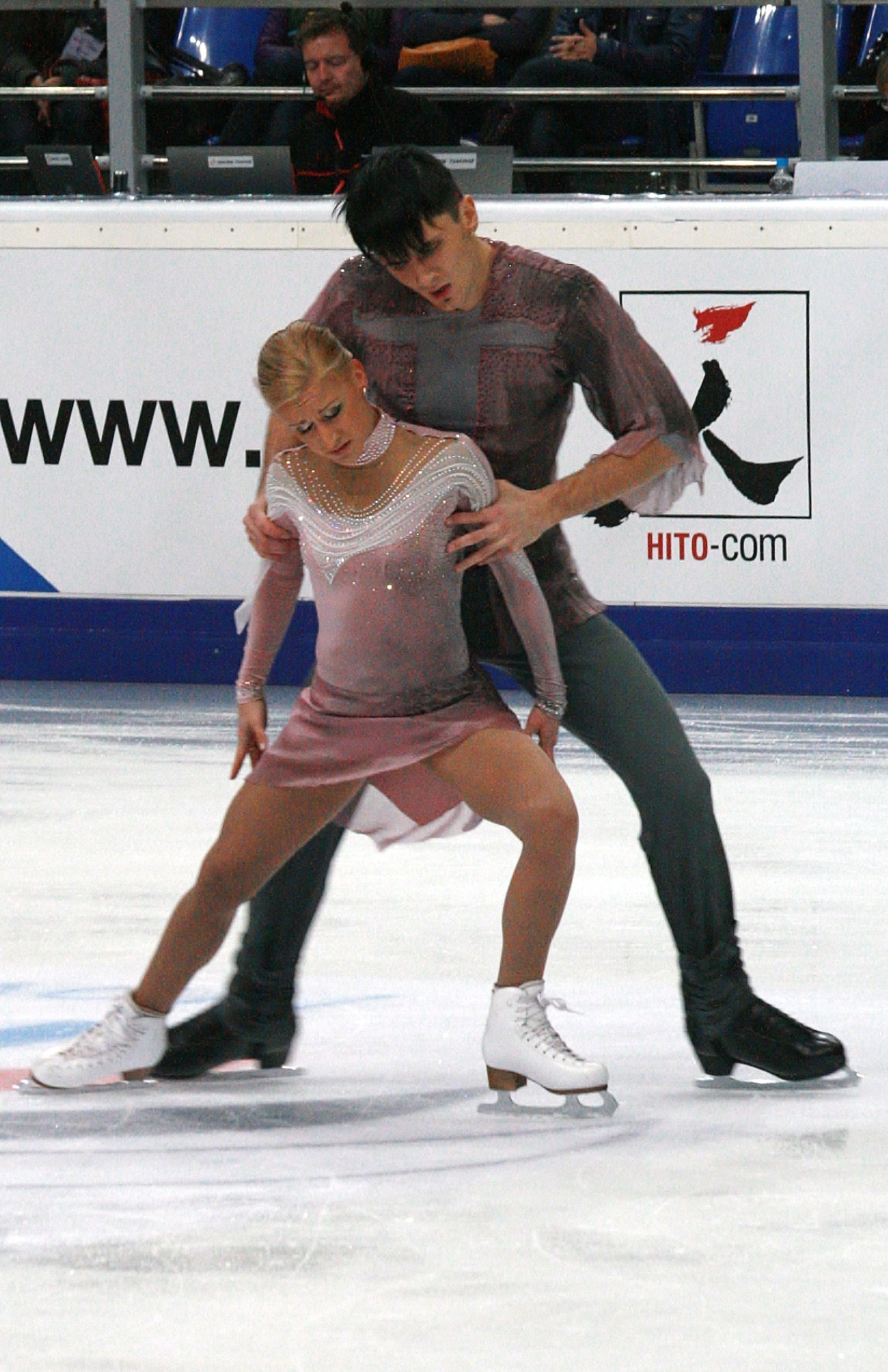
Les médaillés d'or Tatiana Volosozhar et Maksim Trankov

| Rang | Nom                                    | Pays       | Points | Programme court | Programme court | Programme libre | Programme libre |
| ---- | -------------------------------------- | ---------- | ------ | --------------- | --------------- | --------------- | --------------- |
| 1    | Tatiana Volosozhar / Maksim Trankov    | Russie     | 207.53 | 1               | 74.74           | 1               | 132.79          |
| 2    | Vera Bazarova / Yuri Larionov          | Russie     | 191.08 | 2               | 66.02           | 2               | 125.06          |
| 3    | Caydee Denney / John Coughlin          | États-Unis | 179.21 | 3               | 59.02           | 3               | 120.19          |
| 4    | Paige Lawrence / Rudi Swiegers         | Canada     | 154.16 | 4               | 51.86           | 4               | 102.30          |
| 5    | Anastasia Martiusheva / Alexei Rogonov | Russie     | 150.15 | 5               | 50.90           | 5               | 99.25           |
| 6    | Tiffany Vise / Don Baldwin             | États-Unis | 143.15 | 7               | 45.91           | 6               | 97.24           |
| 7    | Nicole Della Monica / Matteo Guarise   | Italie     | 142.53 | 6               | 50.25           | 7               | 92.28           |

### Danse sur glace

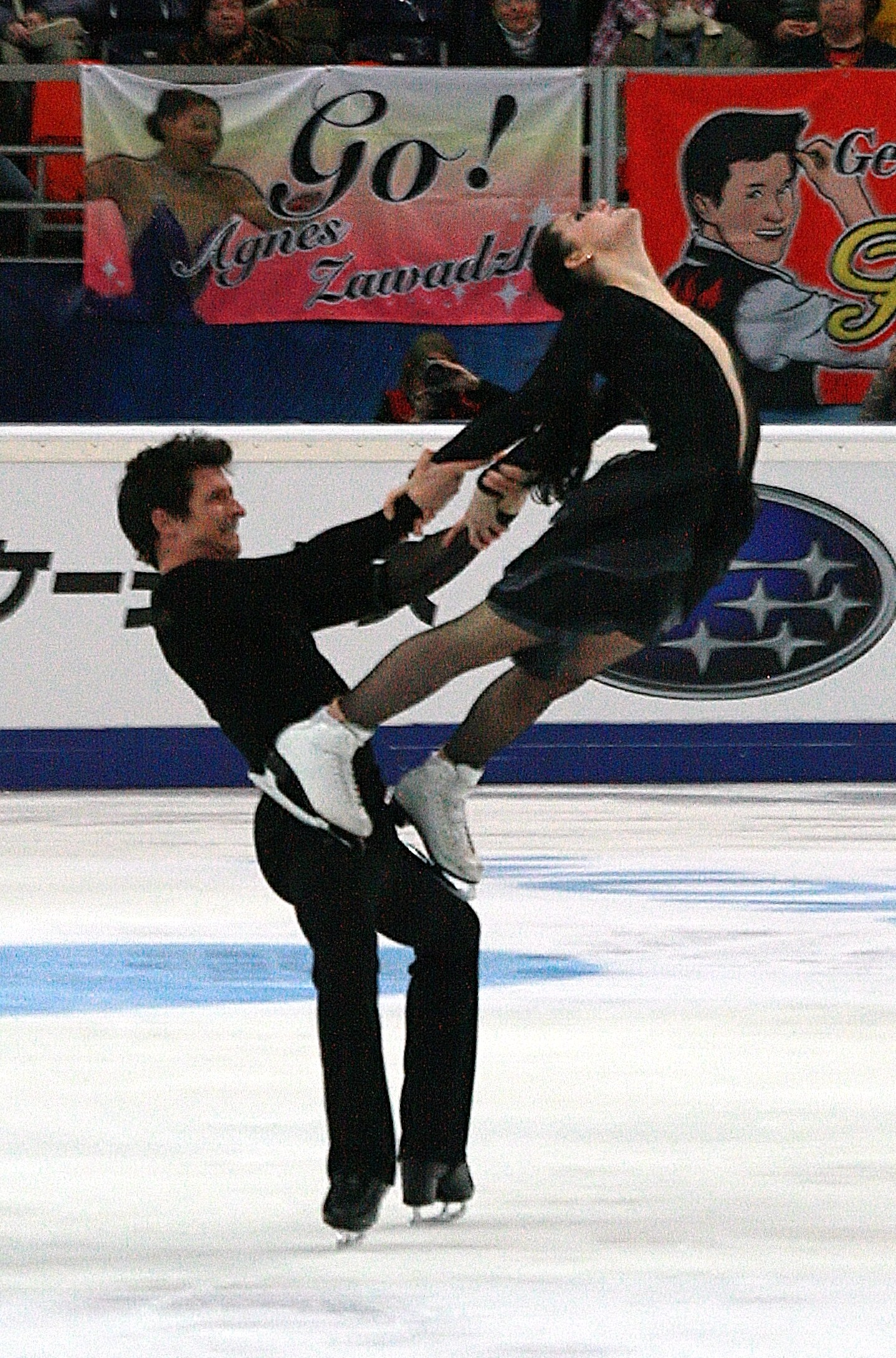
Les médaillés d'or Tessa Virtue et Scott Moir

| Rang | Nom                                    | Pays        | Points | Danse courte | Danse courte | Danse libre | Danse libre |
| ---- | -------------------------------------- | ----------- | ------ | ------------ | ------------ | ----------- | ----------- |
| 1    | Tessa Virtue / Scott Moir              | Canada      | 173.99 | 1            | 70.65        | 1           | 103.34      |
| 2    | Elena Ilinykh / Nikita Katsalapov      | Russie      | 158.46 | 2            | 65.70        | 2           | 92.76       |
| 3    | Victoria Sinitsina / Ruslan Zhiganshin | Russie      | 145.08 | 3            | 60.85        | 4           | 84.23       |
| 4    | Maia Shibutani / Alex Shibutani        | États-Unis  | 140.91 | 4            | 58.26        | 5           | 82.65       |
| 5    | Nelli Zhiganshina / Alexander Gazsi    | Allemagne   | 140.54 | 6            | 55.53        | 3           | 85.01       |
| 6    | Ksenia Monko / Kirill Khaliavin        | Russie      | 135.84 | 5            | 55.81        | 6           | 80.03       |
| 7    | Penny Coomes / Nicholas Buckland       | Royaume-Uni | 126.66 | 8            | 51.39        | 7           | 75.27       |
| 8    | Nicole Orford / Thomas Williams        | Canada      | 124.96 | 7            | 51.44        | 8           | 73.52       |

## Source
- Résultats de la Coupe de Russie 2012 sur le site de l'ISU